# Salustiano Orlando
Salustiano Orlando de Araújo Costa (São Cristóvão, 1834 — Rio de Janeiro, 1908) foi um jurista, magistrado e político brasileiro.
Filho de filho de Manuel Joaquim de Araújo e Maria Vitória, casou com Maria Isabel de Sampaio.
Diplomado, em 1856, na Faculdade de Direito de Olinda. Assumiu como juiz de direito em 1866 a comarca de Imperatriz. Em 1869, foi promovido para juiz de segunda instância e assumiu a Comarca de Jacareí, onde permaneceu por dois anos.
Foi depois transferido para Porto Alegre, onde assumiu diversos cargos, chegando a procurador geral de 1888 a 1891, e depois desembargador.
Foi eleito deputado estadual, à 21ª Legislatura da Assembleia Legislativa do Rio Grande do Sul, de 1891 a 1895.
Foi autor do livro "Código Commercial do Império do Brazil Anotado", cuja terceira edição foi impressa no ano de 1878.